# Afghaanse Overgangsregering
De Afghaanse Overgangsregering of Afghaanse Overgangsautoriteit was een tijdelijke overheid die door de loya jirga op 13 juli 2002 werd ingesteld, na de Internationale Afghanistan-conferentie te Bonn in 2001. De overgangsregering kwam in de plaats van het emiraat van de Taliban, dat een groot deel van het land besloeg en Kandahar als hoofdstad had, en werd op 7 december 2004 opgeheven. Sinds de invoering van de nieuwe grondwet werd Afghanistan de Islamitische Republiek Afghanistan, waarbij Kaboel werd hersteld als hoofdstad.
De voorganger van de Afghaanse Overgangsregering was de Afghaanse Interim-regering, deze werd na de val van de Taliban tijdens Operatie Enduring Freedom ingesteld. Deze voorlopige regering stond bloot aan kritiek, omdat deze niet representatief genoeg werd geacht voor de gehele Afghaanse bevolking en werd uiteindelijk vervangen door de overgangsautoriteit.